# Peter Cecil Norbury Bednall
Sir Peter Cecil Norbury Bednall, britanski general, * 1895, † 1982.